# Atergatopsis lucasii
Atergatopsis lucasii is een krabbensoort uit de familie van de Xanthidae. De wetenschappelijke naam van de soort is voor het eerst geldig gepubliceerd in 1865 door Montrouzier.